# Ryton-on-Dunsmore
Ryton-on-Dunsmore – wieś w Anglii, w hrabstwie Warwickshire, w dystrykcie Rugby. Leży 15 km na północny wschód od miasta Warwick i 131 km na północny zachód od Londynu. W 2001 miejscowość liczyła 1672 mieszkańców.